# Renault VAB

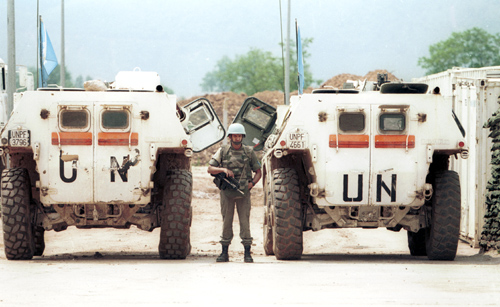
VAB dell'ONU a Sarajevo

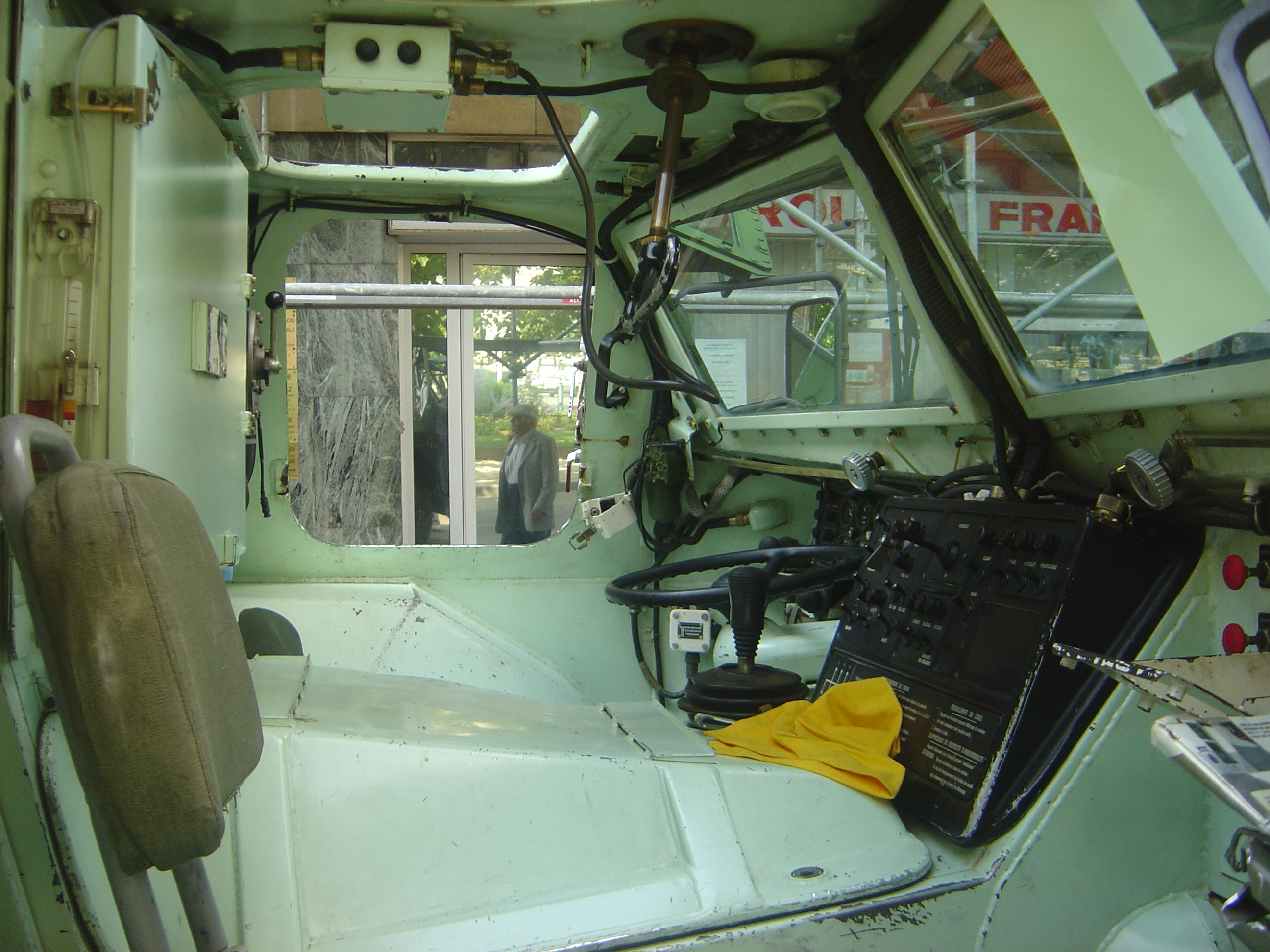
Il posto di guida, ampiamente vetrato.

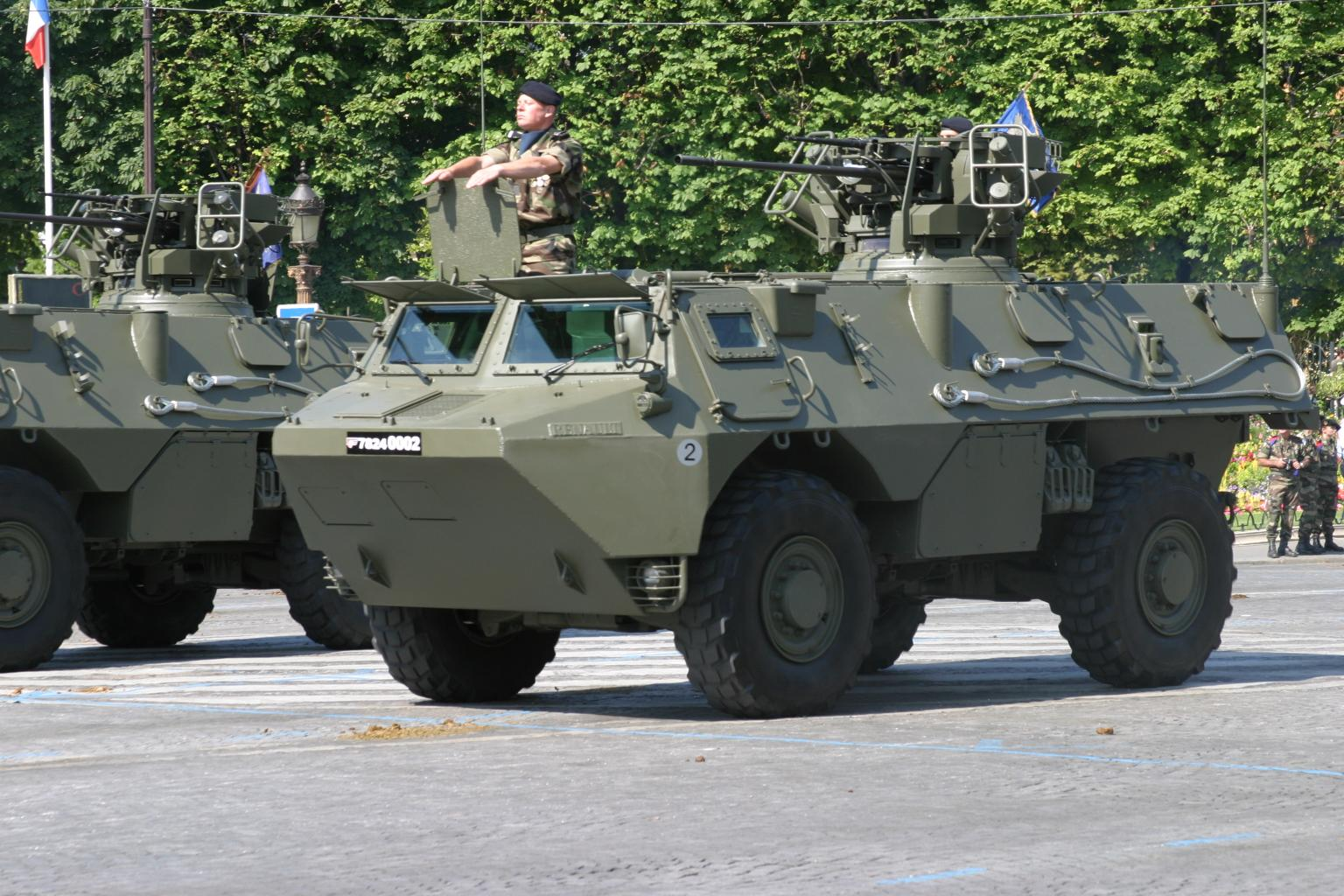
VAB versione T-20/13 con un cannone da 20 mm telecomandato in torretta.

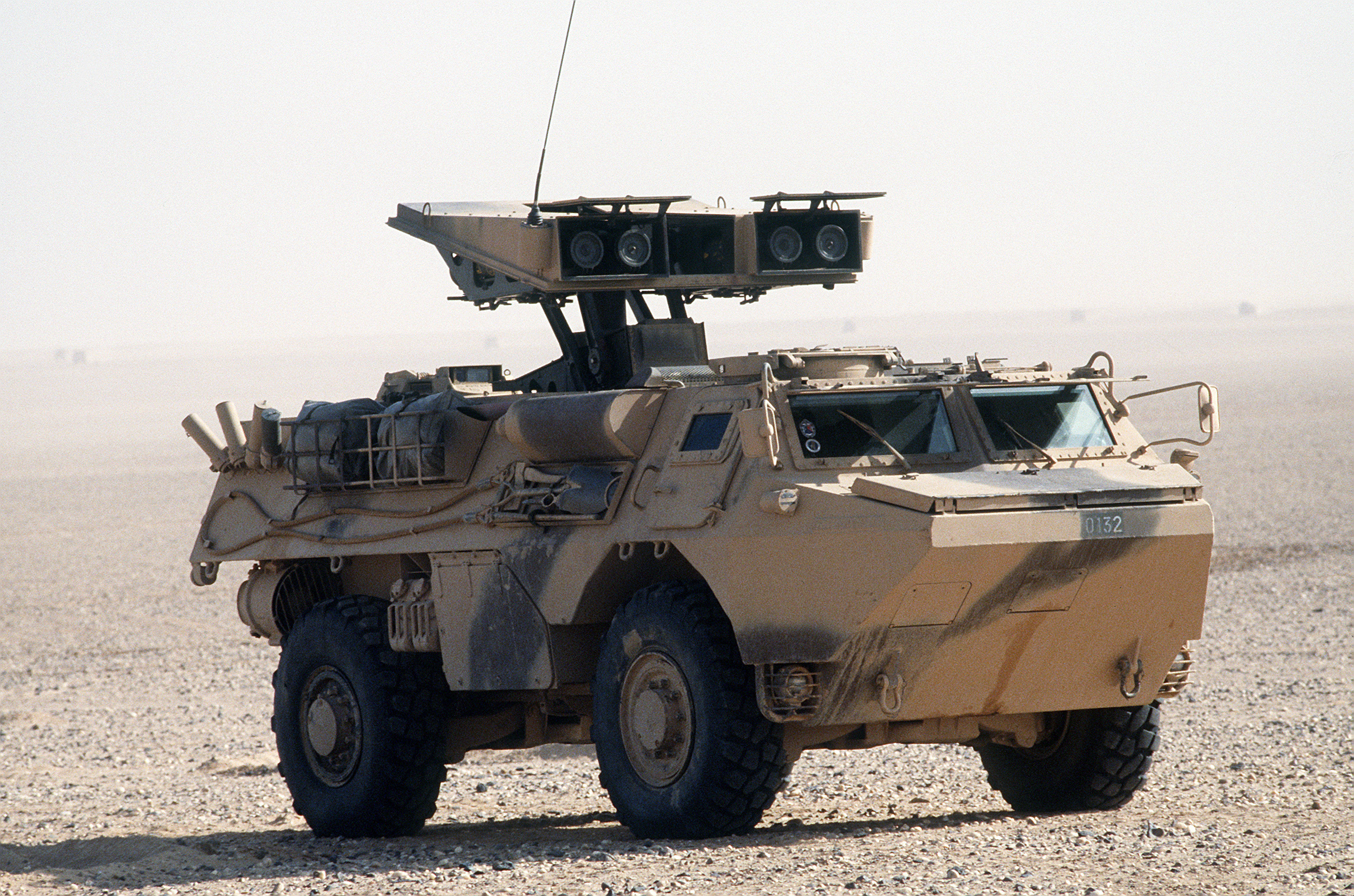
Il VAB HOT equipaggiato con torretta retrattile 'Mephisto' dotata di quattro missili anticarro Euromissile HOT.

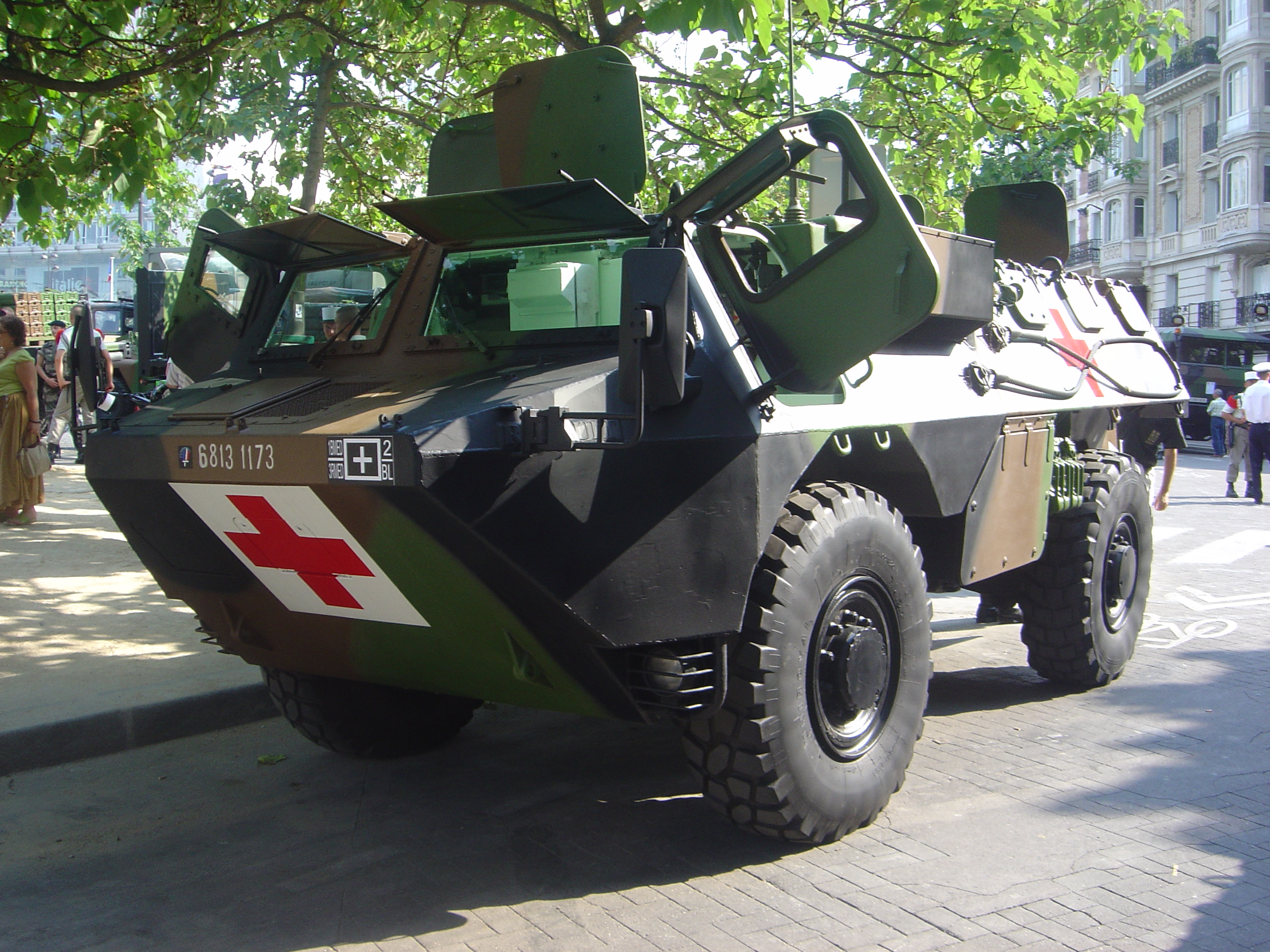
Il VAB Sanitaire, versione ambulanza, dell'Armée de terre.

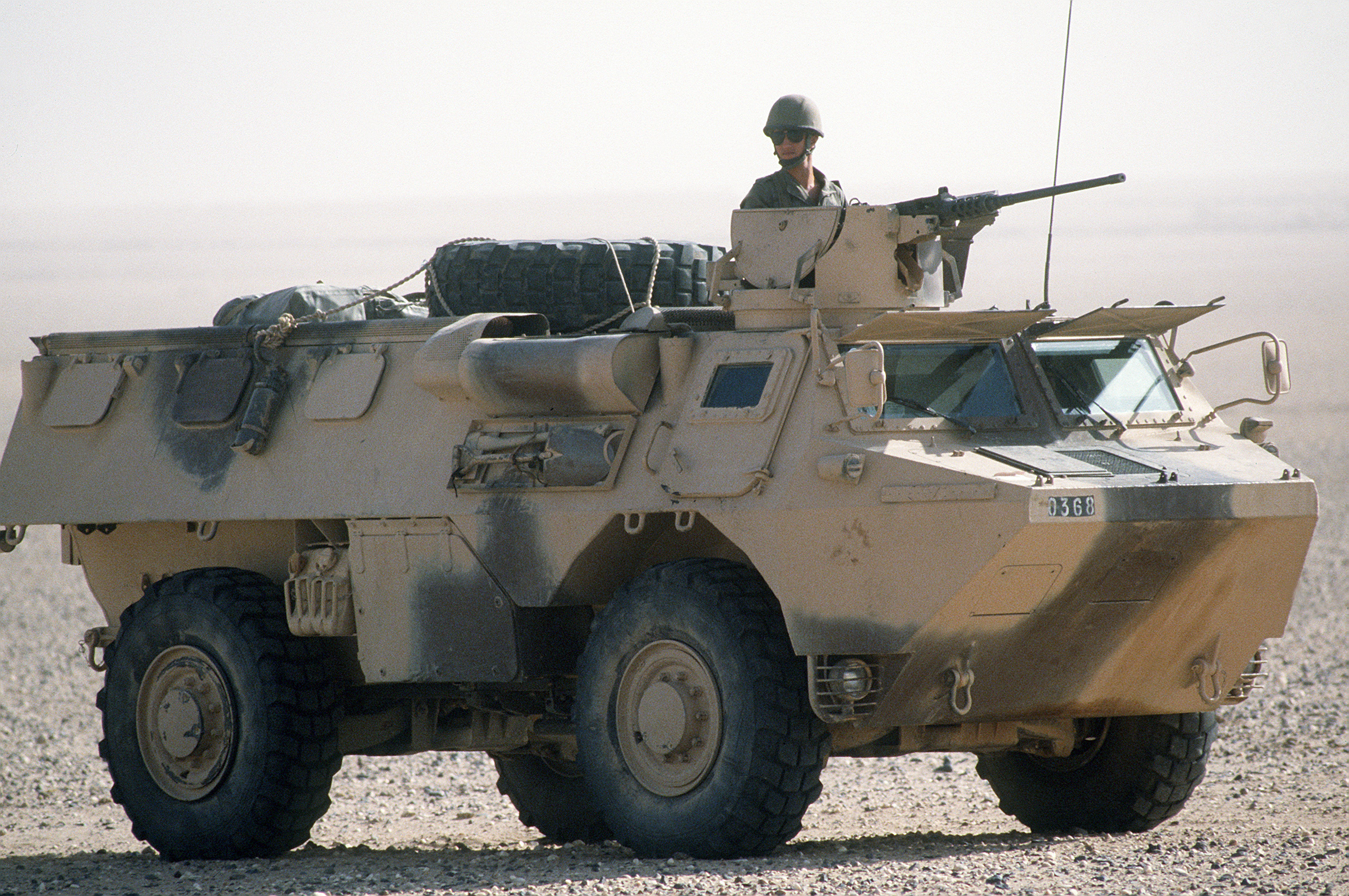
Un VAP APC durante l'operazione Daguet.

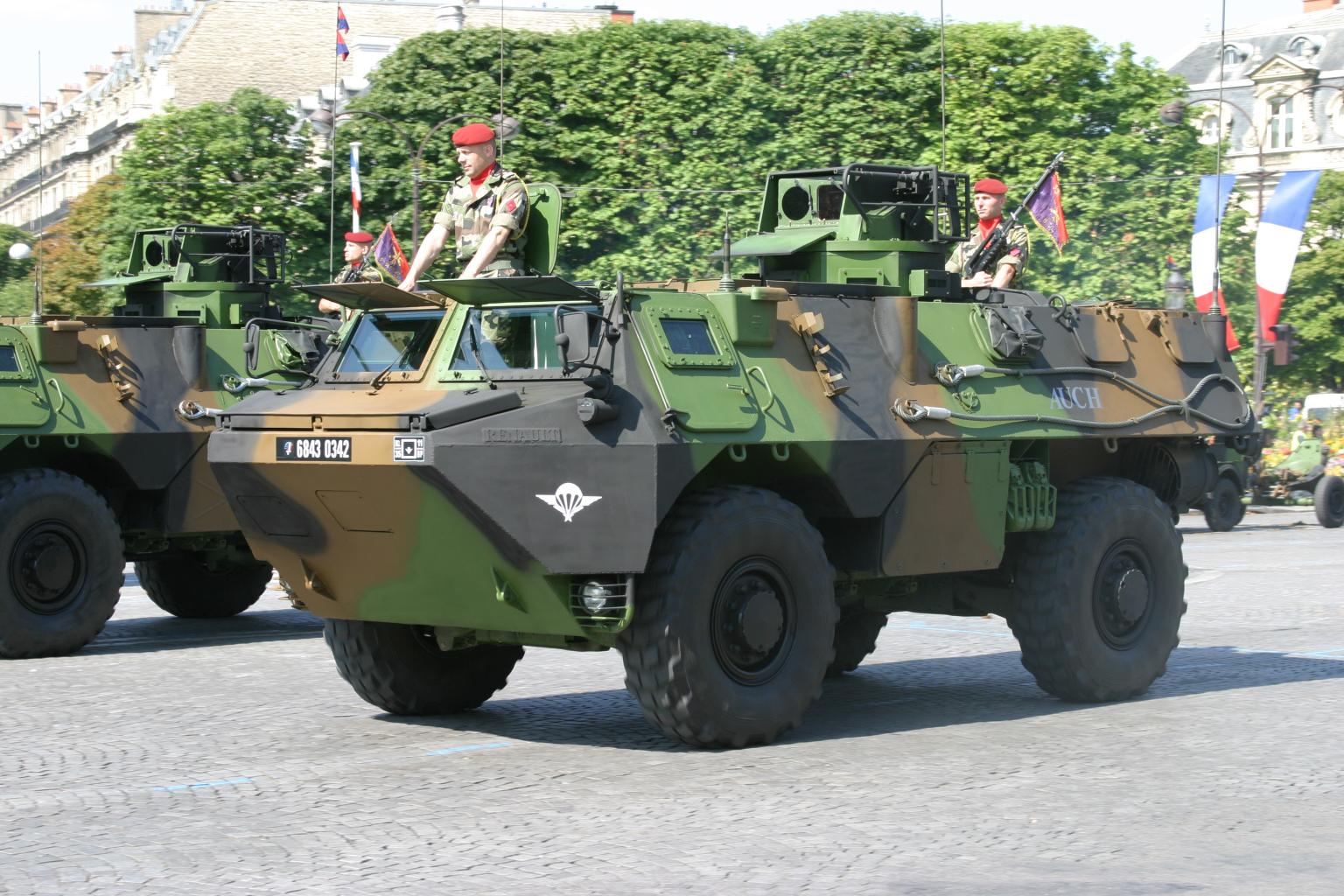
Un VAP VOA.

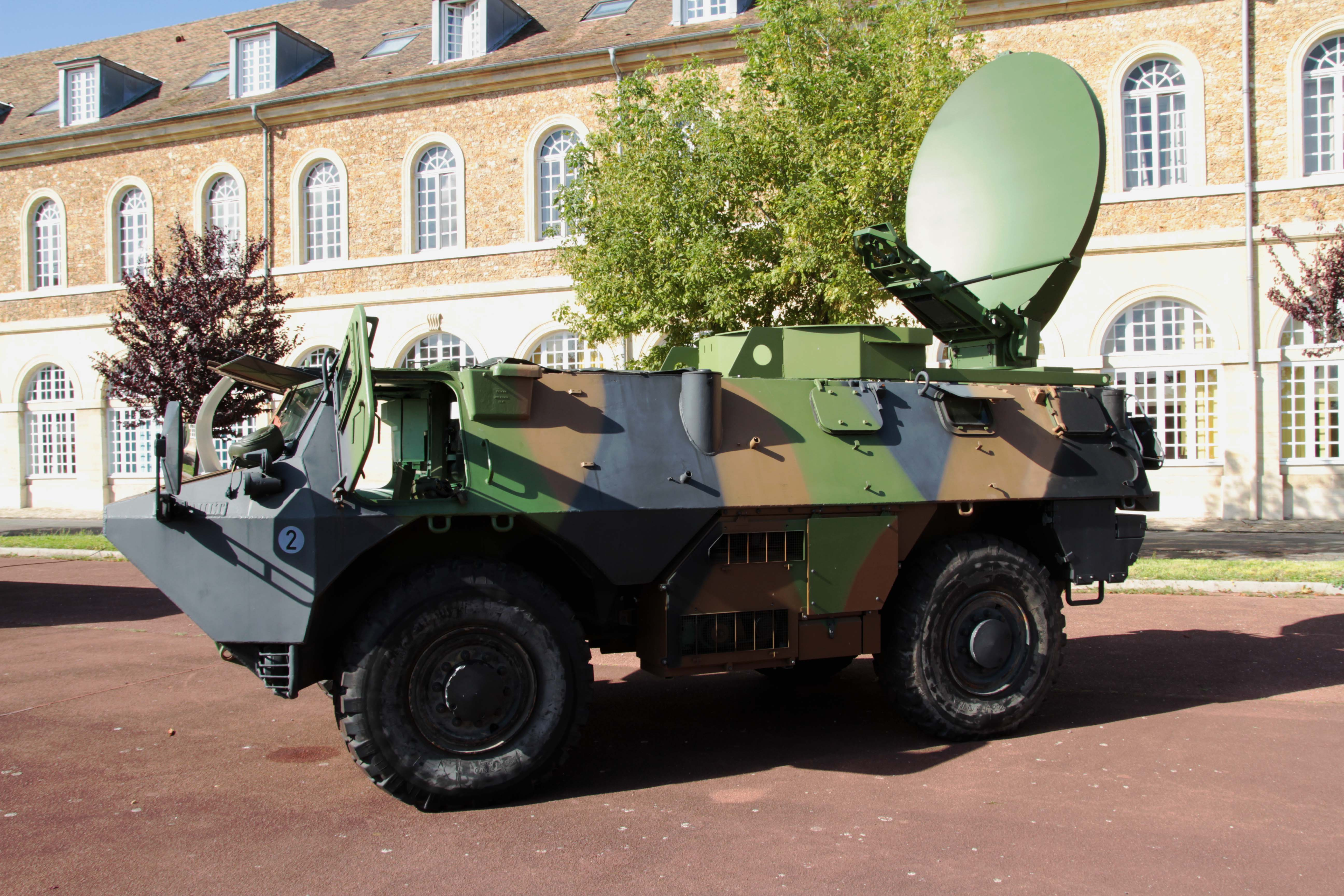
Un VAP ML.

Il Renault VAB (contrazione di Véhicule de l'Avant Blindé, veicolo di prima linea blindato) è un autoblindo leggero, o AFV, con trazione integrale 4x4 o 6x6 sviluppato dall'azienda francese Saviem e commercializzato dalla Renault, poi Renault Trucks Defense, dagli anni settanta.
Impiegato principalmente dall'Armée de terre, l'esercito francese, venne esportato in diversi paesi stranieri, una quindicina, tra cui l'Italia, che lo utilizza nei propri reparti dell'Esercito Italiano esclusivamente nella sua versione speciale adatta ad operare in ambienti contaminati (guerra NBC).
Il VAB, nell'Armée de terre, sarà sostituito dal VBMR Griffon, la versione HOT sarà sostituita dall'EBRC Jaguar.

## Storia

### Sviluppo
Il trasporto truppa VAB ebbe origine da una specifica emessa alla fine degli anni sessanta dall'Armée de terre, l'esercito francese, per la fornitura di un veicolo da trasporto truppe ruotato da affiancare ai pari ruolo cingolati già in servizio. L'esercito francese, che aveva dichiarato all'epoca un fabbisogno di 4 000 esemplari, contava con tale combinazione che il nuovo veicolo avrebbe permesso alle forze terrestri di poter migliorare la capacità di intervento su ogni terreno e per ogni tipo di esigenza, potendo affrontare meglio e con mezzi più economici le situazioni di crisi e guerre a bassa intensità. Alla richiesta parteciparono la Saviem/Renault, la Panhard e la Berliet (con il VXB-170).
Il progetto iniziò ad essere sviluppato nel 1970, concretizzandosi nei primi prototipi apparsi nel 1972. Sottoposti alla commissione esaminatrice dell'Armée de terre vennero considerati superiori aggiudicando così alla Renault il contratto di fornitura, ufficializzato nel maggio 1974, che li avviò alla produzione in serie.
I primi mezzi cominciarono ad essere consegnati ai reparti dell'esercito francese nel 1976, affiancando progressivamente gli IFV AMX-10P già in dotazione.

### Impiego operativo
I VAB hanno ottenuto un considerevole successo, con la loro robusta semplicità e l'ampio spazio interno. Già al 1984 vi erano state esportazioni per 800 esemplari, 400 dei quali comprati dal Marocco, che ne ha fatto uso contro il Fronte Polisario, perdendone ben presto alcuni esemplari in azione.
Anche l'Esercito francese ha usato il VAB in teatri operativi vari, dal 1991 almeno in poi. Esso è presente in diversi allestimenti, solo nella versione 4x4.
Il modello 6x6 costava il 10% in più, ma questo aumento di costo era ed è più che compensato da una maggiore mobilità, consentendo il superamento di fossati di oltre 1 metro, che altrimenti sarebbero insuperabili per i VAB normali.
Il VAB è stato impiegato nel Golfo, dalla ex-Jugoslavia e in numerosi altri posti. La sua economia, l'ottima autonomia e la gestione simile in generale a quella di un grosso autocarro lo hanno reso prezioso, come anche la velocità su strada di 92 km/h per il modello 4x4, anche se il movimento fuoristrada è limitato in maniera assai marcata, come tutti i mezzi convenzionali a 2 assi.
Alla fine del 1992 ne erano stati prodotti complessivamente 5300 esemplari, 4300 dei quali per i francesi. A quel punto finiva la produzione del modello 4x4, ma continuava quella del 6x6. Le esportazioni erano all'epoca state ottenute in 13 nazioni. Anche la Gendarmerie francese ne ha acquistati un certo quantitativo.
Nel 1995 finiva anche quella del modello 6x6 'di prima generazione', ma iniziava quella del VAB di 'nuova generazione'(stavolta solo 6x6, a quanto pare), dotato di un motore diverso (Renault MID-6), trasmissione automatica Transfluide, e corazzatura migliorata, ciò che porta il peso a 14,2 t.

## Tecnica
Il VAB è un mezzo alto e simile a un grosso furgone blindato. Ricorda molto il Saxon inglese, come forma, essenzialmente a parallelepipedo piuttosto che, come in tanti altri casi, basso e con pareti inclinate.
Esso ha una struttura in acciaio saldato, con il pilota e il capocarro nella parte anteriore, godenti ampio campo visivo attraverso i blindovetri, se necessario ricopribili da una piastra blindata. I portelli di accesso sono sui lati, anch'essi con finestrini in blindovetro. Il capocarro è armato di una mitragliatrice da 7,62 mm in postazione aperta.
Come sull'OT-64 cecoslovacco, dietro di loro vi è il motore, in questo caso un diesel MAN, di costruzione tedesca, da 235 hp.
Dietro ancora vi è un comparto per la truppa, una squadra di 10 soldati equipaggiati. La comunicazione con il capocarro è possibile grazie ad un passaggio a lato del motore. La parte posteriore del mezzo ha 2 o 3 portelli per lato con feritoie di tiro e osservazione. Dietro il veicolo vi sono 2 portelli d'accesso, che rendono rapido l'entrare e uscire quando necessario. Questa di avere un accesso posteriore assai comodo è una caratteristica tipica dei mezzi con motore centrale, o più spesso, anteriore del veicolo.
L'armamento è basicamente, di una mitragliatrice leggera, ma è possibile anche usare un'arma pesante da 12,7, o un cannone in torretta Creusot-Loire. Si tratta di un'arma da 20 mm o anche da 25 mm in opzione.
Esistono poi numerosi modelli derivati:
- un veicolo radar con il RATAC, radar di tiro d'artiglieria, per la direzione delle artiglierie
- un veicolo comando è anche disponibile, grazie al volume disponibile e il tetto alto
- la macchina è anche disponibile come ambulanza
- veicolo officina
- portamortaio da 81 mm
- trattore di mortaio da 120 mm.
- veicolo contraerei con torre binata da 20 mm
- veicolo contraerei missilistico (di più recente produzione) con impianto Santal che è un sistema di lancio binato per missili Mistral ad azionamento manuale e mira ottica.
- sempre in campo missilistico, disponibile anche un lanciamissili UTM 800 con 4 Euromissile HOT controcarro a lungo raggio, come anche una torretta similare, ma retrattile, del tipo Mephisto. Una decina di missili sono disponibili per la ricarica in ciascun caso.

La propulsione è anche oggetto di variazioni, ovvero a 2 assi 4x4 oppure quella 6x6. Gli pneumatici sono di grande diametro, scolpiti in maniera accentuata per il movimento in acqua, mentre vi è, nel modello 4x4, una cassetta porta-attrezzi laterale. Opzionale anche la presenza di un sistema di movimento in acqua con idrogetti Messier-Dowty per 7 km/h di velocità.
Standard, invece, un sistema di visione notturna passiva e uno di protezione NBC (Nucleare, biologico, chimico), necessario per la guerra in un teatro ad alta intensità.

## Versioni
Nel corso degli anni sono state realizzate molte versioni e varianti; la versione francese è solo 4x4, la versione 6x6 è solo per l'esportazione:
VAB Pversione standard 4x4 da trasporto truppe (12 uomini)
VAB T-20/13VAB equipaggiato con un cannone da 20 mm, recuperato dai AMX-13 VCI; chiamato VIB (Véhicule d'Intervention Blindé) nell'Armée de l'air francese.
VAB-OBSveicolo di osservazione dell'artiglieria (VOA o OBS nella versione aggiornata)
VAB-RATACradar d'acquisizione dei tiri dell'artiglieria
VAB RASITtrasporta il radar di sorveglianza terrestre RASIT
VAB-PCposto di comando
VAB VENUSveicolo di combattimento nomade comunicante via satellite, simile al VAB-PC, ma capace di comunicare via satellite anche in movimento
VAB-SIRsistema di informazione per la digitalizzazione del campo di battaglia
VAB Mephisto o HOTModule Elévateur Panoramique HOT Installé sur Tourelle o Haut subsonique Optiquement Téléguidé, versione lanciamissili anticarro Euromissile HOT, portata 4.000 metri
VAB MortierVPM 81 con un mortaio da 81 mm imbarcato o VTM 120 con un mortaio da 120 mm rimorchiato
VAB SANversione ambulanza, evacuazione sanitaria
VAB Génieversione per il genio militare
VAB NBC o RECO NBversione per la ricognizione NBC
VAB ATLASautomatizzazione dei tiri e collegamenti terra-terra per l'artiglieria
VAB AZURazione in zone urbane, equipaggiato di una rampa all'avanti e di un periscopio d'osservazione panoramica
VAB MLMobile Légère, stazione di telecomunicazioni via satellite relativa al programma Syracuse III
VAB TOPVAB destinato al teatro afgano e equipaggiato di una torretta teleoperata Kongsberg Protector M151 avanti a destra, di una mitragliatrice da 12,7 mm e di un blindaggio addizionale in ceramica
VAB VITVéhicule d'Implantation Topographique, con navigatore inerziale, per l'orientamento dei pezzi d'artiglieria
VBC 90versione munita di un cannone da 90 mm montato su una torretta Giat TS 90, che equipaggiava il Groupement blindé de gendarmerie mobile
Versioni da guerra elettronica :
VAB Bromureradar jamming
VAB Vobuleradar jamming a banda larga
VAB Linxlocalizzazione e intercettazione di trasmissioni digitali
VAB SAECsistema di ricognizione elettromagnetica
Versioni riservate all'esportazione:
VAB dépannagecon gru
VAB atelier
VAB VCS TA 20versione 6x6 equipaggiata di due cannoni antiaerei da 20 mm
Versioni modernizzate :
VAB Mark 24x4 o 6x6, motore da 320 CV, protezione migliorata STANAG livello 4, volume interno da 11 m³
VAB Mark 3da 20 tonnellate, 6x6; motore da 320 a 400 CV, protezione migliorata STANAG livello 4, 7 fanti imbarcati
VAB Ultima « Génie »equipaggiata di una mitragliatrice da 12,7 teleoperata, del sistema di localizzazione acustica dei tiri nascosti (SLATE) e dei kits di protezione contro gli IED

## Utilizzatori
Brunei
 Cipro
 Costa d'Avorio
 Emirati Arabi Uniti
 Francia
- Armée de terre
- Armée de l'air (VIB)
- Gendarmerie nationale (VBC 90)

 Kuwait
 Indonesia
 Italia
- Esercito Italiano

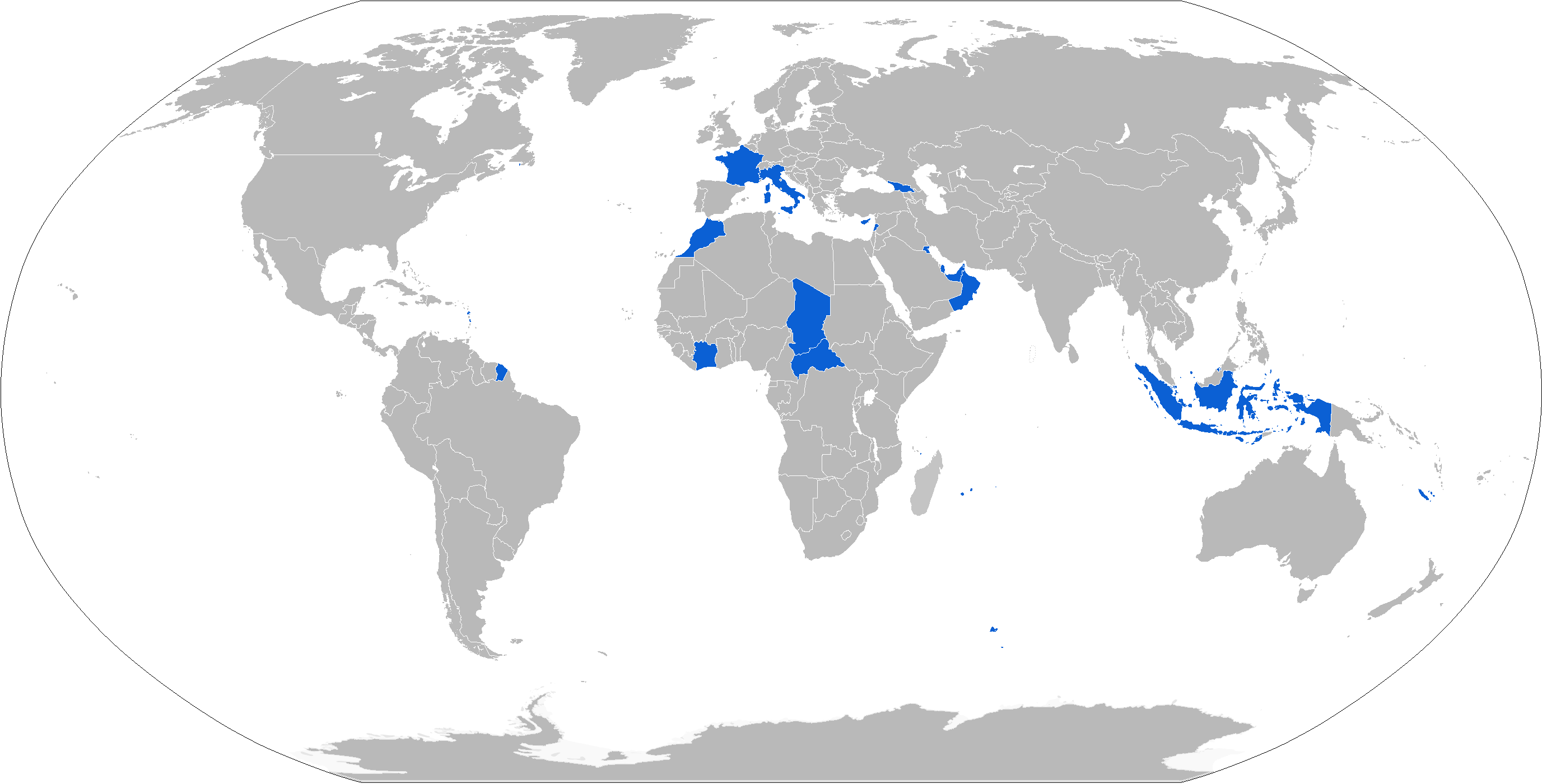
In blu i paesi utilizzatori del VAB

  - 7º Reggimento Difesa NBC "Cremona" (VBR NBC)[1]

 Libano
 Marocco
 Mauritius
 Messico
 Oman
 Qatar
 Rep. Centrafricana
 Ucraina